# 意大利广场站 (巴黎地铁)
意大利广场站（法語：Place d'Italie，法語發音：[plas ditali]）是法國巴黎地铁5、6、7号线的换乘站。它位于巴黎十三区的中心地带。此站为5号线南端的终点站。

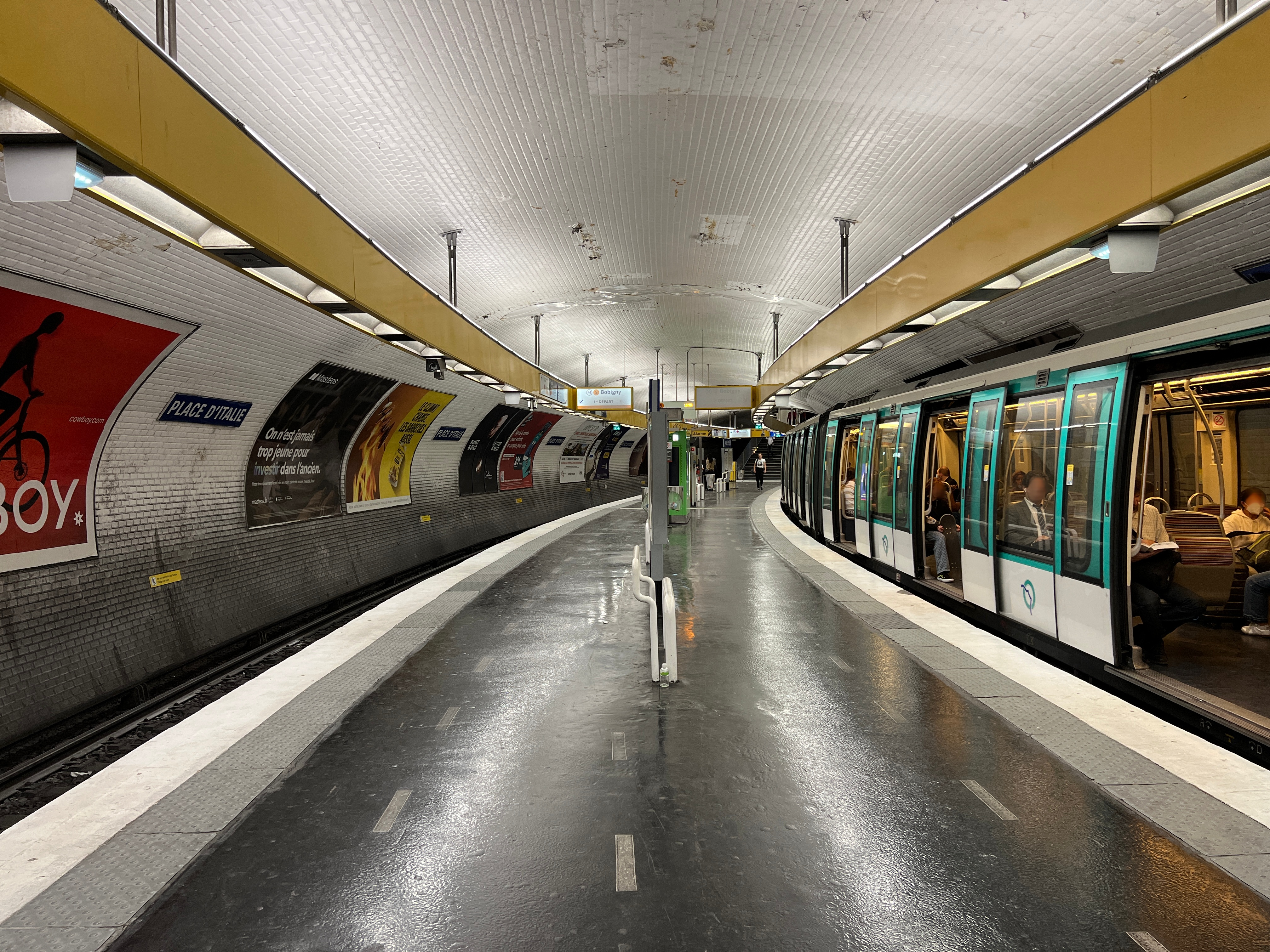
5號線月台 (2022年6月)

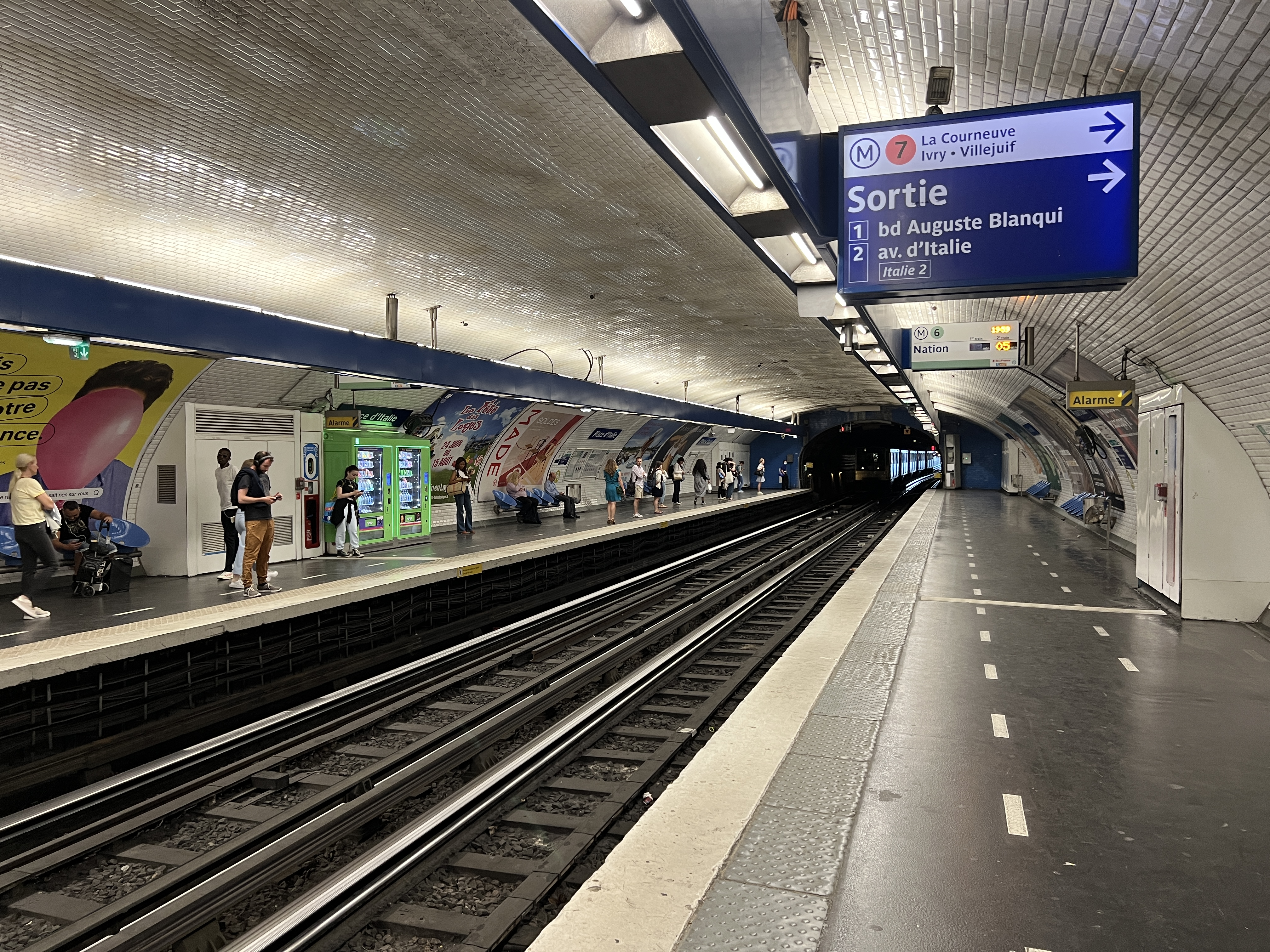
6號線月台 (2022年6月)

## 車站結構
| 街道                        |                                        |                                           |
| B1                          | 連接層                                 |                                           |
| 5/6號線月台                 |                                        |                                           |
| 5號線北行                   | 往博比尼-巴勃羅·畢卡索（坎波福爾米奧） |                                           |
| 島式月台，左/右側開門       |                                        |                                           |
| 5號線北行                   | 往博比尼-巴勃羅·畢卡索（坎波福爾米奧） |                                           |
| 側式月台，只限6號線右側開門 |                                        |                                           |
| 6號線西行                   | 往夏爾·戴高樂-星形（科維薩）           |                                           |
| 6號線東行                   | 往民族（國民）                         |                                           |
| 側式月台，右側開門          |                                        |                                           |
| 7號線月台                   | 側式月台，右側開門                     | 側式月台，右側開門                        |
| 7號線月台                   | 南行                                   | 往猶太城-路易·阿拉貢/伊夫里鎮（托比亞克） |
| 7號線月台                   | 北行                                   | 往新庭-1945年5月8日（戈布蘭）             |
| 7號線月台                   | 側式月台，右側開門                     |                                           |